# 孔蒂尼
孔蒂尼（法語：Contigny，法語發音：[kɔ̃tiɲi]）是法国阿列省的一个市镇，位于该省中部，阿列河西侧，属于穆兰区。

## 地理
孔蒂尼（46°21'11"N, 3°18'15"E）面积17.93 平方千米，位于法国奥弗涅-罗讷-阿尔卑斯大区阿列省，该省份为法国中部省份，北起涅夫勒省、西北接谢尔省，西南至克勒兹省，南至多姆山省，东南临卢瓦尔省，东临索恩-卢瓦尔省。
与孔蒂尼接壤的市镇（或旧市镇、城区）包括：欧特里沃堡、阿列河畔莫内泰、圣卢、锡乌勒河畔圣普尔桑、索尔塞、波旁地区韦尔讷伊。

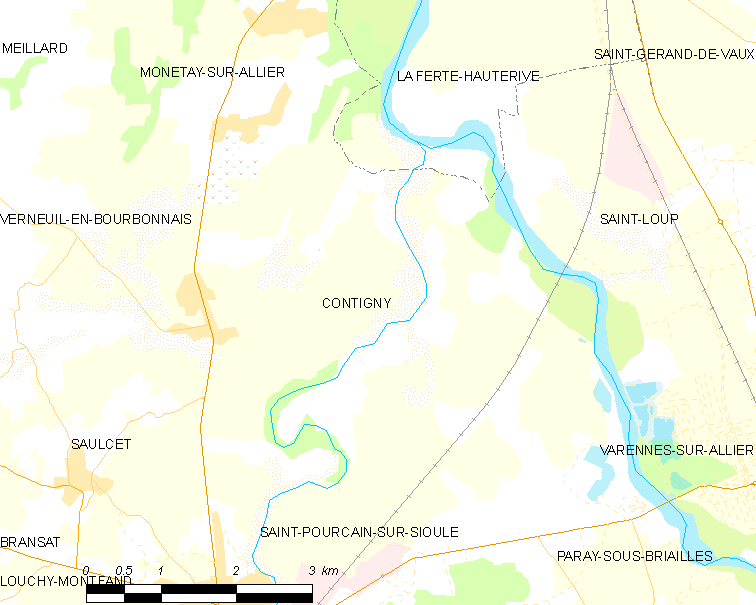
孔蒂尼的OSM定位图

孔蒂尼的时区为UTC+01:00、UTC+02:00（夏令时）。

## 行政
孔蒂尼的邮政编码为03500，INSEE市镇编码为03083。

## 政治
孔蒂尼所属的省级选区为苏维尼县。

## 人口

1962-2008年间孔蒂尼人口变化图示

孔蒂尼于2022年1月1日时的人口数量为575人。